# Förstakammarvalet i Sverige 1911 (november)
Förstakammarvalet i Sverige 1911 var ett val i Sverige. Den 19 oktober 1911 upplöstes riksdagens första kammare och det bestämdes att det skulle hållas nytt val i landet.
Det var första gången hela förstakammaren valdes under det nya proportionellt valsystemet. Valet hölls i samtliga valkretsar i november månad 1911. 
Ledamöterna till första kammaren utsågs i indirekta val av 1528 valmän (1217 landstingsmän och 311 stadsfullmäktige) utsedda av landstings- och stadsfullmäktige i landet. 
Städerna Stockholm, Göteborg, Malmö, Norrköping och Gävle var inte med i landsting och fick därför utse egna valmän från stadsfullmäktige.

## Valresultat
| Parti                | Parti                                     | Partiledare            | Röster | Röster | Mandatfördelning | Mandatfördelning |
| Parti                | Parti                                     | Partiledare            | Antal  | +−     | Antal            | +−               |
| -------------------- | ----------------------------------------- | ---------------------- | ------ | ------ | ---------------- | ---------------- |
|                      | Allmänna valmansförbundet                 | Gustaf Fredrik Östberg | 848    | -      | 87               | ?                |
|                      | Frisinnade landsföreningen                | Ernst Beckman          | 487    | -      | 51               | ?                |
|                      | Sveriges socialdemokratiska arbetareparti | Hjalmar Branting       | 176    | -      | 12               | ?                |
|                      | Övriga                                    |                        | 3      |        | 0                | 0                |
| Antal giltiga röster | Antal giltiga röster                      | Antal giltiga röster   | 1 514  |        | 150              |                  |

- 14 valmän deltog inte i valet, och de var samtliga från de städer som inte låg i landsting.

- Tre röster på den Fria gruppen (övriga) mottogs i Göteborgs stads valkrets.

- Partiledarna Gustaf Fredrik Östberg och Ernst Beckman valdes båda in för Stockholms läns valkrets. Hjalmar Branting var invald i den andra kammaren